# Petrejoides jalapensis
Petrejoides jalapensis là một loài bọ cánh cứng trong họ Passalidae. Loài này được Bates miêu tả khoa học năm 1886.